# Merla
Die Merla (ukrainisch Мерла; russisch Мерла Merlja) ist ein nicht schiffbarer, 116 km langer linker Nebenfluss der Worskla im Norden der Ukraine und gehört damit zum Flusssystem des Dnepr.
Ihr Einzugsgebiet hat eine Fläche von 2030 km².
Die Quelle der Merla liegt beim Dorf Rjasne (Рясне) im Westen des Rajon Solotschiw im Nordwesten der Oblast Charkiw. Sie ist mehrfach angestaut und wird für die Trinkwasserversorgung und zur Bewässerung genutzt.
Größter Nebenfluss ist der 43 km lange, von links zufließende Mertschyk (Мерчик).
Am Fluss fand am 20. Februar 1709 das Gefecht bei Krasnokutsk zwischen schwedischen und russischen Truppen statt.